# 1990年德國聯邦議院選舉

選舉結果

1990年德國聯邦議院選舉在1990年12月2日進行，選出第12屆德國聯邦議院。這次選舉是兩德統一後的第一次聯邦選舉，也是1938年德國國會選舉後第一次在全德國舉辦的選舉，以及1932年11月德國國會選舉之後的第一次德國全國自由選舉。東德地區獲得了150個國會席位，而西德地區的席位並沒有減少。聯盟黨在選舉中維持最大黨團的地位，在662個議席中獲得319個席位，赫尔穆特·科尔因此留任德國總理職務。